# تييري ديسغاردين
تييري ديسغاردين (بالفرنسية: Thierry Desjardins)‏ هو مراسل عسكري وصحفي فرنسي، ولد في 1 أكتوبر 1941 في الدائرة الثامنة في باريس في فرنسا.

## وصلات خارجية
- الموقع الرسمي